# درل دسیلوا
دِرِل دسیلوا (انگلیسی: Darrell D'Silva؛ زادهٔ ۵ ژانویهٔ ۱۹۶۴) بازیگر بریتانیایی است.
از فیلم‌هایی که وی در آن نقش داشته است، می‌توان به چیزهای زیبای کثیف و نزدیک‌تر به ماه اشاره کرد.